# Konflikt społeczny
Konflikt społeczny – zjawisko nieuniknione dla wszystkich grup społecznych. Wyrasta on na gruncie nagromadzonych sprzecznych emocji, a objawia się wybuchem wrogich i antagonistycznych postaw.
W grupach społecznych o silnych więziach wewnątrzgrupowych negatywne emocje jej członków są postrzegane jako zagrożenie dla struktury grupy i są tłumione, co w chwili konfliktu objawia się jego niezwykłą gwałtownością, a w konsekwencji może prowadzić do zniszczenia struktury grupy.
W grupach społecznych o słabych więziach wewnątrzgrupowych konflikty są relatywnie częstym zjawiskiem i służą do rozładowania wszelkich napięć, co w istocie pozwala zająć się przyczynami powstawania konfliktów, a nie rozładowaniem nawarstwionych emocji, jak miało to miejsce w poprzednim przypadku.
W elastycznych strukturach społecznych konflikty krzyżują się ze sobą, co zapobiega kumulacji wokół jednej osi i w konsekwencji rozpadowi tej struktury.
W sztywnych strukturach społecznych konflikty kumulują się wokół jednej osi, często skutkując rozpadem lub gwałtowną zmianą tych struktur.
Na tej podstawie Lewis Coser formułuje wniosek, że liczba konfliktów jest odwrotnie proporcjonalna do ich intensywności.